# Eduardo Bianco
Eduardo Vicente Bianco, conosciuto semplicemente come Eduardo Bianco o talvolta come Manuel Blanco (Rosario, 28 giugno 1892 – Buenos Aires, 26 ottobre 1959) è stato un compositore, violinista e direttore d'orchestra argentino, autore di celebri pezzi di tango.

## Biografia
Da bambino ha studiato il violino nella sua città natale e già nella sua giovinezza si trasferì a Buenos Aires cercando di entrare in un'orchestra. Non riuscendo a trovare una posizione libera in questa città, decise di trasferirsi a Parigi.

### Francia
Il tango venne introdotto e diffuso in Francia dal duo Los Gobbi, dal paroliere e ballerino Enrique Saborido e dal pianista e compositore Carlo Vicente Geroni Fiori. Dopo di questi, tra gli altri, divennero popolari altri musicisti argentini, come Vicente Loduca. Alcuni di loro abbandonarono il paese agli inizi della Prima guerra mondiale nel 1914. Bianco cominciò a suonare nella capitale francese in un trio con il bandoneonista José Schumacher e il pianista Luis Cosenza nel ristorante Capitol, incontrando qui Genaro Espósito e, infine, entrando nell'orchestra di Manuel Pizarro. Lasciò quest'ultima per unirsi a Juan Bautista Deambroggio, detto "Bachicha" con cui inaugurò il locale di cabaret Palermo. Uno dei musicisti che si unì alla nuova orchestra del duo Bianco-Bachicha fu il chitarrista Horacio Pettorossi, che insieme ad altri aveva partecipato al gruppo Los de la Raza, che debuttò nel 1925 e girò l'Europa esportando il tango. Tra le voci che fecero parte di questa banda figurarono anche Teresita Asprella, Juan Raggi e lo stesso Bianco, sia da solista che in duetto con Pettorossi, con Raggi o Bachicha.

### Fama internazionale
Bianco seppe interpretare il gusto del pubblico e adottare per i suoi tango le musicalità europee, guadagnandosi una certa popolarità. Con la sua orchestra si esibì in teatri importanti come il Teatro dell'Opera di Parigi, il Teatro Capitol di Marsiglia, il Real Cinema di Biarritz, il Metropolitan Opera House di New York, venendo personalmente invitato a tenere concerti da importanti figure dell'epoca, come il Re di Spagna Alfonso XIII e Stalin. Tenne varie tournèe in diversi posti nel mondo, come Unione Sovietica (dove si esibì per ben 17 mesi consecutivi), Svizzera, Turchia, Grecia, Polonia, Austria e Bulgaria. Allo scoppio della Seconda guerra mondiale stava eseguendo repliche di un suo concerto al Deutsches Theater di Berlino. Nel 1943 Bianco tornò in Argentina, dove assunse la direzione artistica del assunta partorisca agire nel Teatro El Nacional.
Morì a Buenos Aires il 26 ottobre 1959 e Francisco Canaro si batté affinché che i suoi resti fossero conservati nel pantheon della Sociedad Argentina de Autores y Compositores de Música del Cimitero della Chacarita.

### Relazioni con nazismo e fascismo
Riferendosi alla sua fuga dal continente europeo dopo lo scoppio del conflitto mondiale, Bianco dichiarò in un'intervista:
Affermava Enrique Cadícamo che Bianco era un agente segreto per il Partito Nazionalsocialista Tedesco dei Lavoratori, e che per tal motivo venne arrestato in Francia dalla polizia nel 1937. Nonostante ciò, Cadícamo affermò sempre di non aver prove certe, ma di parlare per sentito dire.
Secondo Adet, Bianco conosceva personalmente alcuni gerarchi nazisti, collaborando con loro per la diffusione del tango; aggiunge che alcuni comandanti a capo dei campi di concentramento facessero eseguire ad un'orchestra di musicisti ebrei detenuti il tango Plegaria, mentre altri ebrei marciavano verso le camere a gas, in una sorta di cerimonia macabra, accompagnata da quello che alcuni denominarono come Tango della morte. Delle tre versioni di questa composizione riconosciute da alcuni sopravvissuti, una di queste è risultata essere proprio Plegaria.

## Opere
Vi sono circa cinquanta tango di cui Bianco è riconosciuto come l'autore, il primo dei quali è Razón quinta, composto nel 1922 a Buenos Aires. In Europa, si ricordano soprattutto: Ausencia, Adoración, Congojas, Con las alas rotas, Corazón triste, Crepúsculo, Desilusión, Destino, Evocación, Incertidumbre, Invierno, Nocturno, Pasaron los días, Pasionaria, Perjura, Plegaria, Poema, Primavera, Canción de peregrino, Piedad y Sueña corazón. Su un testo di Lito Bayardo compose Tango romanza y Gringa gaucha.
Bianco dedicò nel 1931 (lo stesso anno in cui abdicò) al re di Spagna Alfonso XIII il tango Plegaria, mentre a Benito Mussolini dedicò i suoi Evocación e Destino.
Secondo Manuel Adet, il testo del tango Plegaria è scadente, banale e antiquato, mentre la musica ha un'andatura lugubre e solenne.